# Ghang Lhamo
Ghang Lhamo   (Kham, 1967) és una activista, política i diputada tibetana que va ser empresonada per militar a favor de l'autonomia del país.

## Biografia
Va néixer a una regió oriental del Tibet. Va estudiar a l'Escola del Poble Tibetà i es va graduar a la Universitat del Tibet. El 30 de desembre del 1989, com que va participar en una manifestació estudiantil contra la política xinesa i va repartir fullets sobre el dalai-lama a la universitat, va ser detinguda i empresonada durant un any a Taktsé, on va veure-se'n afectada la salut per les greus tortures a la qual van sotmetre-la. La seva família va aconseguir de subornar els funcionaris de la presó per tal que rebés tractament mèdic. Més tard, va ser traslladada a Gutsa, on va dur a terme treballs forçats a tall de reeducació durant tres anys. Pel deteriorament del seu estat físic va ser duta a Lhasa; va passar uns anys treballant en una escola local per a òrfens. El 1993, arribat el final de la condemna que havia de complir, va ser per fi alliberada.
L'agost del 2002, Lhamo va escapar a l'Índia passant a peu pel Nepal; al destí final, va conèixer el dalai-lama i hi va parlar de la situació al Tibet. També va oferir a mitjans com ara la BBC el testimoni del sofriment que va viure per part del govern xinès.
Actualment, treballa al Centre Cultural Tibetà Khawa Karpo com a editora i periodista i escriu en xinès per a Bangchen, un mitjà de notícies tibetà.
És la secretària general del Moviment Tibet Gu-Chu-Sum.
Va ser candidata a les eleccions del primer ministre tibetà del 2011 i va ser elegida membre del Parlament tibetà a l'exili.
El 2012, juntament amb altres expresoners, va participar en una conferència sobre laogai al Tibet organitzada per la Laogai Research Foundation i l'activista xinès també torturat Harry Wu.

## Obra
- Gangri Chutik (2004)
- Tear Drops from the Land of Snow (en xinès, 2009)[7]
- Chol Sum Chokdrig (2010)